# Monte Whitney
O Monte Whitney (em inglês:  Mount Whitney) é o cume mais alto da zona continental dos Estados Unidos (os chamados Estados Unidos Continentais, que excluem o Alasca e o Havaí), com uma altitude de 4421 metros e proeminência topográfica de 3073 m, o que o torna um pico ultraproeminente. Está situado nos limites dos condados californianos de Inyo e Tulare. A ladeira oeste da montanha termina no Parque Nacional da Sequoia.
A montanha recebeu o seu nome de Josiah Whitney, chefe do departamento de geologia da Califórnia. A primeira ascensão foi feita por Charles Begole, A. H. Johnson e John Lucas em 1873.
O Monte Whitney está situado apenas a cerca de 123 km a oeste do ponto mais baixo da América do Norte, situado no Parque Nacional do Vale da Morte (86 metros abaixo do nível do mar).